# Михалис Капсис
Михалис Капсис (грч. Μιχάλης Καψής; Пиреј, 18. октобар 1973) бивши је грчки фудбалер. Играо је на позицији одбрамбеног играча. Био је члан репрезентације Грчке која је освојила Европско првенство 2004. године.
Михалис Капсис је син бившег грчког фудбалера Антимоса Капсиса који је са Панатинаикосом играо у финалу Купа шампиона 1971. године против холандског Ајакса.

## Трофеји
- Првенство Грчке: 2006.
- Куп Грчке: 2000, 2002, 2006.
- Првенство Кипра: 2007.
- Куп Кипра: 2008.

Репрезентација Грчке
- Шампиони Европе: 2004.